# سانت برنارد (كلب)
سانت برنارد أو تسنبرنار هي سلالة من الكلاب الكبيرة للغاية تتواجد في جبال الألب الغربية في إيطاليا وسويسرا. تم تربيتها في الأصل لأعمال الإنقاذ من قبل رعاية سانت برنارد على الحدود الإيطالية السويسرية. أصبحت السلالة مشهورة من خلال عمليات الإنقاذ في جبال الألب، وأيضاً بحجمها الكبير ومزاجها اللطيف.

## نبذة
تم تعريف سانت برنارد دوليًا اليوم كواحد من سلالات المولوسوس. يعتبر كلب عملاق وعادة ما يكون لونه أحمر مع الأبيض، أو الماهوجني الرمادي الداكن مع الأبيض. بالعادة يوجد لون أسود على الوجه والأذنين، والذيل طويل وثقيل. عادة ما تكون العيون بنية، ولكن في بعض الأحيان يمكن أن تكون زرقاء جليدية، ويجب أن يكون لها جفن مشدود.